# Anolis humilis
Anolis humilis (скромний аноліс) — вид ігуаноподібних ящірок родини анолісових (Dactyloidae). Мешкає в Коста-Риці і Панамі.

## Поширення і екологія
Скромні аноліси мешкають в Коста-Риці і Панамі, за деякими свідченнями також в Нікарагуа. Вони живуть у вологих рівнинних і гірських тропічних лісах, на висоті до 2000 м над рівнем моря. Зустрічаються у лісовій підстилці.